# Майже скрізь
Майже скрізь (м.с.) — математичний термін, що застосовується для опису властивостей математичних об'єктів на певній множині. Говорять, що властивість справедлива майже скрізь, якщо міра підмножини, на якій вона несправедлива, дорівнює нулю.
Наприклад, функція дійсного аргументу неперервна майже скрізь у своїй області визначення, якщо вона має скінченну або зліченну кількість точок розриву.
Якщо простір з мірою є ймовірнісним простором, то замість слів «майже скрізь» вживають «майже напевно» (м.н.).